# 李耀邦
李耀邦（1884年—？），中国物理学家，1903年就考入美国芝加哥大学。主要贡献是利用密立根的所发明的办法测定了电子电荷e的数值，被认为是中国首个获得博士学位的物理学家。